# Жермонвиль
Жермонви́ль (фр. Germonville) — коммуна во французском департаменте Мёрт и Мозель, региона Лотарингия. Относится к  кантону Аруэ.

## География
Жермонвиль расположен в 23 км на юг от Нанси. Соседние коммуны: Бральвиль на западе, Гриппор на северо-востоке.

## История
На территории коммуны находятся руины древнего замка XVI века Ла Во.

## Демография
Население коммуны на 2010 год составляло 98 человек.
| 1962 | 1968 | 1975 | 1982 | 1990 | 1999 | 2010 |
| ---- | ---- | ---- | ---- | ---- | ---- | ---- |
| 104  | 82   | 80   | 82   | 68   | 104  | 98   |